# Ctenanthe kummeriana
Ctenanthe kummeriana är en strimbladsväxtart som först beskrevs av Charles Jacques Édouard Morren, och fick sitt nu gällande namn av August Wilhelm Eichler. Ctenanthe kummeriana ingår i släktet Ctenanthe och familjen strimbladsväxter. Inga underarter finns listade.